# RK Hrvatski dragovoljac Dugi Rat
Rukometni klub Hrvatski dragovoljac (RK Hrvatski dragovoljac; Hrvatski dragovoljac; Hrvatsko dragovoljac Dugi Rat) je muški rukometni klub iz Dugog Rata, Splitsko-dalmatinska županija. U sezoni 2017./18. klub je osvojio 4. mjesto u 1. HRL – Jug. 

## O klubu
U Dugom Ratu su prve utakmice u velikom rukometu igrane 1948. godine, a kasnije nastavljene i kroz mali rukomet. Organizirano djelovanje i osnivanje kluba je bilo 1954. godine kad je utemeljena rukometna sekcija Društva za tjelesni odgoj (DTO) "Partizan", te otad nosi naziv "Partizan". U početku igra samo prijateljske utakmice. Prve natjecateljske utakmice su rukometaši iz Dugog Rata imali na "Tjednu sportova i igara Srednje Dalmacije". održanom od 20. do 26. lipnja 1955. godine u Splitu. Nastupali su pod nazivom "Omiš" kao reprezentacija tog grada (Omiš i Dugi Rat su susjedna naselja). 
 
Prvu kup utakmicu je "Partizan" odigrao u rujnu 1956. godine protiv "Partizana" iz Trogira. Klub s ligaškim nastupima počinje u sezoni 1957./58. u Prvenstvu Splitskog rukometnog podsaveza, u kojem nastupa do 1963. godine, kada ulazi u Dalmatinsku rukometnu ligu. U sezoni 1969./69. osvaja Dalmatinsku ligu, te ulazi u Hrvatsku ligu u kojoj igra dvije sezone, pa potom ispada iz nje nazad u Dalmatinsku ligu (koja se povremeno zove i Hrvatska regionalna liga – Jug; Hrvatska rukometna liga – Južna skupina). 1964. i 1969. godine klub sudjeluje na završnici Prvenstva Hrvatske, što su u biti bile kvalifikacije za Prvu saveznu ligu Jugoslavije 
 
Početkom 1980. godine klub mijenja naziv u Rukometni klub "Orkan" (RK "Orkan"). Klub je do raspada SFRJ sudionik Hrvatske regionalne lige – Jug, Dalmatinske lige, Hrvatske republičke lige – Istok te Međuopćinske lige srednje i južne Dalmacije. 
 
Osamostaljenjem Hrvatske, "Orkan" postaje članom 2. HRL – Jug u kojoj nastupa do kraja 1994. godine, kada odustaje od natjecanja. Klub ligaški ne nastupa u sezoni 1995./96. 
 
1996. klub dobiva sadašnji naziv – RK "Hrvatski dragovoljac". U sezoni 1996./97. klub se ponovno uključuje u natjecanje 2. HRL – Jug, koju osvaja u sezoni 2009./10. i ulazi u 1. HRL u kojoj se i dalje natječe (osim u sezonama 2011./12. i 2014./15., kada je igrao u 2. HRL – Jug). 
U Dugom Ratu ne postoji športska dvorana, te klub održava treninge na svom asfaltnom igralištu naziva "Streljana"  
na kojem su posljednju službenu utakmicu igrali 2002. godine.

 
Klub je stoga svoje utakmice uglavnom igrau u dvoranama u Splitu, Solinu, Kaštelima i drugim mjestima, a od 2016. igraju u novoizgrađenoj Gradskoj športskoj dvorani "Ribnjak" u Omišu.
Klub je 1981. te od 1988. do 1990. organizirao "Memorijalni turnir Ratko Kosor", u spomen na Ratka Kosora (1943. – 1977.), bivšeg dugogodišnjeg igrača i trenera. Također je bio igrač "Splita", te pomoćni trener ženske reprezentacije Jugoslavije i glavni trener rukometašica "Dalmanade" iz Splita 
 
Od 1996. godine klub organizira "Memorijalni turnir Hrvatski dragovoljac" u spomen na Ratka Kosora i dva člana kluba poginula u Domovinskom ratu – Miroslava Mušca (1970. – 1995.) i Mladena Martića (1965. – 1992). 

Pri klubu se 1959. godine formirala i ženska rukometna sekcija. 1996. godine muški i ženski klub su se razdvojili, a ženski klub je nastavio s postojanjem kao RK "Orkan".

## Uspjesi

### Do 1990./91.
Prvenstvo SR Hrvatske
- poluzavršnica: 1964., 1969.

Dalmatinska rukometna liga
- prvak: 1963./64., 1968./69.

Prvenstvo Splitskog rukometnog podsaveza
- prvak: 1962./63.

Međuopćinska liga srdnje i južne Dalmacije
- prvak: 1989./90.

### U Hrvatskoj
Druga hrvatska rukometna liga – Jug
- prvak: 1993./94. (Sjever, u konkurenciji), 2009./10., 2011./12., 2014./15.

Treća hrvatska rukometna liga – Jug
- prvak: 2001./02. (Skupina 1)

## Poznati igrači
- Ratko Kosor

## Unutrašnje poveznice
- Dugi Rat
- RK Orkan Dugi Rat

## Vanjske poveznice
- rkhd.hr – službene stranice
- RK "Hrvatski Dragovoljac" Dugi Rat, facebook stranica
- furkisport.hr/hrs, Hrvatski dragovoljac, rezultati po sezonama
- sportilus.com, Rukometni klub Hrvatski dragovoljac Dugi Rat